# Tundra costiera della Siberia nord-orientale
L'ecoregione della tundra costiera della Siberia nord-orientale (codice ecoregione: PA1107) comprende le pianure costiere della Siberia centro-settentrionale. Questa fascia costiera si affaccia sul mare di Laptev e sul mare della Siberia orientale, entrambi mari marginali del Mar Glaciale Artico, dal delta della Lena ad ovest a quello della Kolyma ad est. Nell'area vi sono alcuni vasti sistemi deltizi che costituiscono il terreno di nidificazione per 60-80 specie di uccelli migratori. La regione fa parte dell'ecozona paleartica e del bioma della tundra. Copre un'area di 222600 km².

## Geografia
L'ecoregione si estende per 1100 km lungo la costa settentrionale della Siberia, dal delta della Lena ad ovest a quello della Kolyma ad est. Il paesaggio è dominato da una tundra pianeggiante e ondulata. L'intera regione è costituita da uno strato continuo di permafrost. I laghi termocarsici, frutto del congelamento e scongelamento del permafrost, sono comuni.

## Clima
La regione presenta un clima continentale umido con estati fresche (Dfc secondo la classificazione dei climi di Köppen), caratterizzato da un'elevata escursione termica, sia giornaliera che stagionale, da inverni freddi e da estati brevi e fresche, con tempereature medie che non superano mai i 22 °C. Le precipitazioni si aggirano sui 200 mm annui. Le temperature medie, nella parte centrale dell'ecoregione, variano tra i –37 °C di gennaio e gli 11,1 °C di luglio.

## Flora e fauna
La vegetazione dell'ecoregione è quella tipica del paesaggio della tundra, con alcuni sprazzi di taiga di larici nei settori meridionali. Prevalgono arbusti nani, graminacee, carici e muschi. Tra le piante più comuni ricordiamo eriofori (Eriophorum), carici (Carex), Dryas, salici (Salix) e varie specie di Vaccinium.
I grandi delta che i fiumi formano in questa ecoregione costituiscono alcuni dei più importanti terreni di nidificazione per gli uccelli del mondo. Qui ogni estate si possono trovare tra 40 e 60 specie nidificanti, compresa la maggior parte della popolazione mondiale di due specie di anatre di mare, l'edredone di Steller (Polysticta stelleri) e l'edredone dagli occhiali (Somateria fischeri). Altri uccelli degni di nota sono la strolaga minore (Gavia stellata), l'oca colombaccio (Branta bernicla), la pernice bianca nordica (Lagopus lagopus), lo zigolo delle nevi (Plectrophenax nivalis), il piro-piro siberiano (Calidris acuminata) e il gambecchio frullino (C. falcinellus). Tra i mammiferi sono presenti l'orso polare (Ursus maritimus), la renna (Rangifer tarandus) e la volpe artica (Vulpes lagopus).